# Parc national du Badiar
Pour les articles homonymes, voir Badiar (homonymie).
Le parc national du Badiar est une réserve naturelle, située dans la région du Badiar, dans le nord de la république de Guinée, entre la localité de Koundara et la frontière avec le Sénégal. Cette réserve jouxte le parc national du Niokolo-Koba, haut-lieu du tourisme sénégalais.
Sa superficie est de 37 000 ha, et il est classé au patrimoine de l'UNESCO et depuis 2002 réserve de biosphère. Les visiteurs peuvent aller librement d'un parc à l'autre, mais ils restent généralement plutôt du côté sénégalais mieux pourvu en équipements hôteliers.

## Géographie
Le parc est situé à la frontière avec le Sénégal, adjacent au Parc national du Niokolo-Koba.
- Coordonnées : 12° 35′ N, 13° 15′ O
- Relief : Savanes, forêts-galeries le long des rivières.

## Biodiversité

### Faune
- Mammifères : 78 espèces recensées (source : UICN, 2022).
- Oiseaux : 300 espèces dont le Calao à bec rouge.

### Flore
La flore est dominée par les Combretum et Terminalia.

## Menaces
Selon le rapport 2023 de l'ONG WildGuinea, le braconnage est à l'origine du déclin des chimpanzés et la déforestation aux limites du parc du à l'agricole.

## Projets de conservation

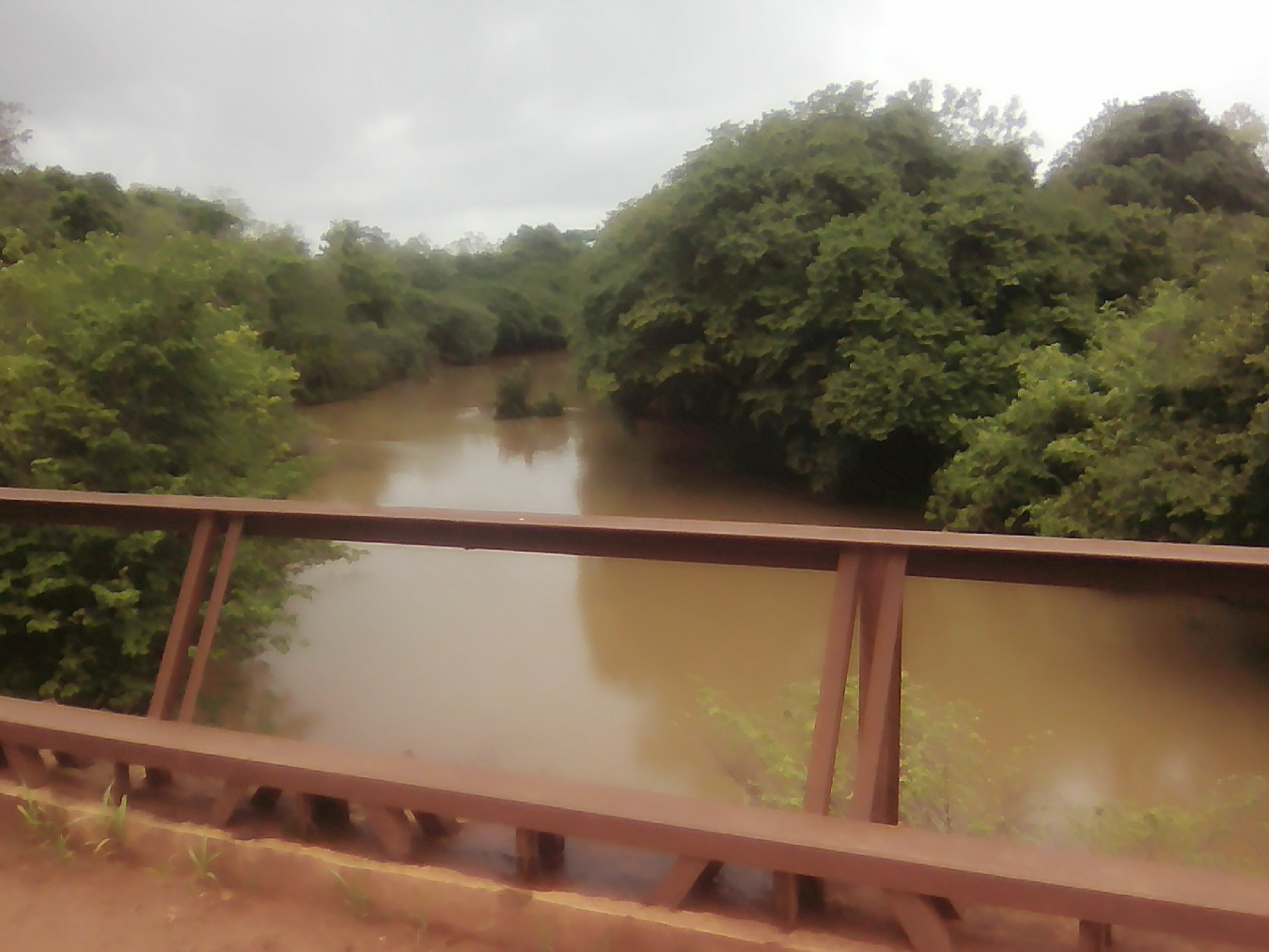
Rivière Koulountou

Depuis 2002, dans un effort du programme transfrontalier financé par l'Union européenne en collaboration dans la mise en œuvre des activités dans le corridor entre le Parc National du Moyen-Bafing et le Parc National de Badiar.